# João Neves (piłkarz)
João Pedro Gonçalves Neves (ur. 27 września 2004 w Tavirze) – portugalski piłkarz występujący na pozycji pomocnika w Paris Saint-Germain oraz reprezentacji Portugalii.

## Osiągnięcia
Benfica
- Primeira Liga: 2022/23
- Superpuchar Portugalii: 2023